# اندی هارریس
اندی هارریس (انگلیسی: Andy Harries؛ زادهٔ ۷ آوریل ۱۹۵۴) تهیه‌کننده تلویزیونی، کارگردان فیلم، و تهیه‌کننده فیلم اهل بریتانیا است.